# Medal of Honor: Heroes
Medal of Honor: Heroes — видеоигра в жанре шутер от первого лица про Вторую мировую войну, разработанная EA Canada эксклюзивно для Playstation Portable в 2006 году. Игра является девятой частью серии Medal of Honor.

## Сюжет
Игроку придётся побывать в роли трёх солдат, героев других частей Medal of Honor. В игре 3 кампании, в каждой кампании свой герой. Этими героями являются лейтенант Джеймс Патерсон (главный герой Medal of Honor и Medal of Honor: Frontline), сержант Джон Бейкер (главный герой Medal of Honor: Allied Assault Breakthrough) и лейтенант Уильям Холт (главный герой Medal of Honor: European Assault). Действие кампаний происходит в Италии, Голландии и Бельгии.
После того как игрок пройдёт игру завершив Арденнскую операцию в Бельгии, события игры рассматриваются в кинематографичной нарезке, позволяющие игроку узнать о судьбе главных героев. Там говорится о том, что Патерсон сообщил Манон о случившихся событиях, но было также сказано, что ответа не последовало. Мы также узнаем, что Джозеф Гриффин, герой игры Medal of Honor: Rising Sun планирует спасение военнопленных, а это значит, что он возможно спас своего брата.

## Игровой процесс
Цели миссий включают в себя саботаж, проникновение в тыл противника, захват определённых целей. Большинство миссий в кампаниях включают в себя цели от взрыва определённого объекта до похищения секретных документов, порой некоторые миссии заканчиваются заданием "вернуться в точку, где начиналась миссия". Существуют три уровня оценки миссий, которые выдаются по окончании каждой миссии: эти уровни - бронза, серебро и золото. Чтобы получить бронзу игроку надо выполнить все основные задачи, чтобы получить серебро игрок должен выполнить основные и второстепенные задачи, и чтобы получить золото нужно выполнить все задания, иметь высокую точность стрельбы и убить много врагов. Чтобы пройти игру на 100% нужно получить золото за все миссии. По ходу прохождения одиночной игры игрок разблокирует скины, которые могут быть использованы в сетевой игре.

## Сетевая игра
В Medal of Honor: Heroes особенностью мультиплеера является то, что можно играть в компании одновременно до 32 человек. В игре представлено реальное вооружение тех времён, такое как M1 Garand, Пистолет-пулемёт Томпсона, M1911, Базука и многое другое. Бои в мультиплеере разделяются на несколько режимов, вот некоторые из них: Deathmatch, захват флага, уничтожение охраняемого вражеского объекта, удерживание позиции. Во время игры идёт подсчёт очков по системе умер-убил, похожая система подсчёта есть в большинстве многопользовательских шутерах.

## Отзывы и награды
| Сводный рейтинг | Сводный рейтинг |
| Агрегатор       | Оценка          |
| --------------- | --------------- |
| GameRankings    | 69,27 %         |

- Игра имеет награду от IGN как лучший PSP шутер от первого лица 2006 года.